# Aliații din Al Doilea Război Mondial

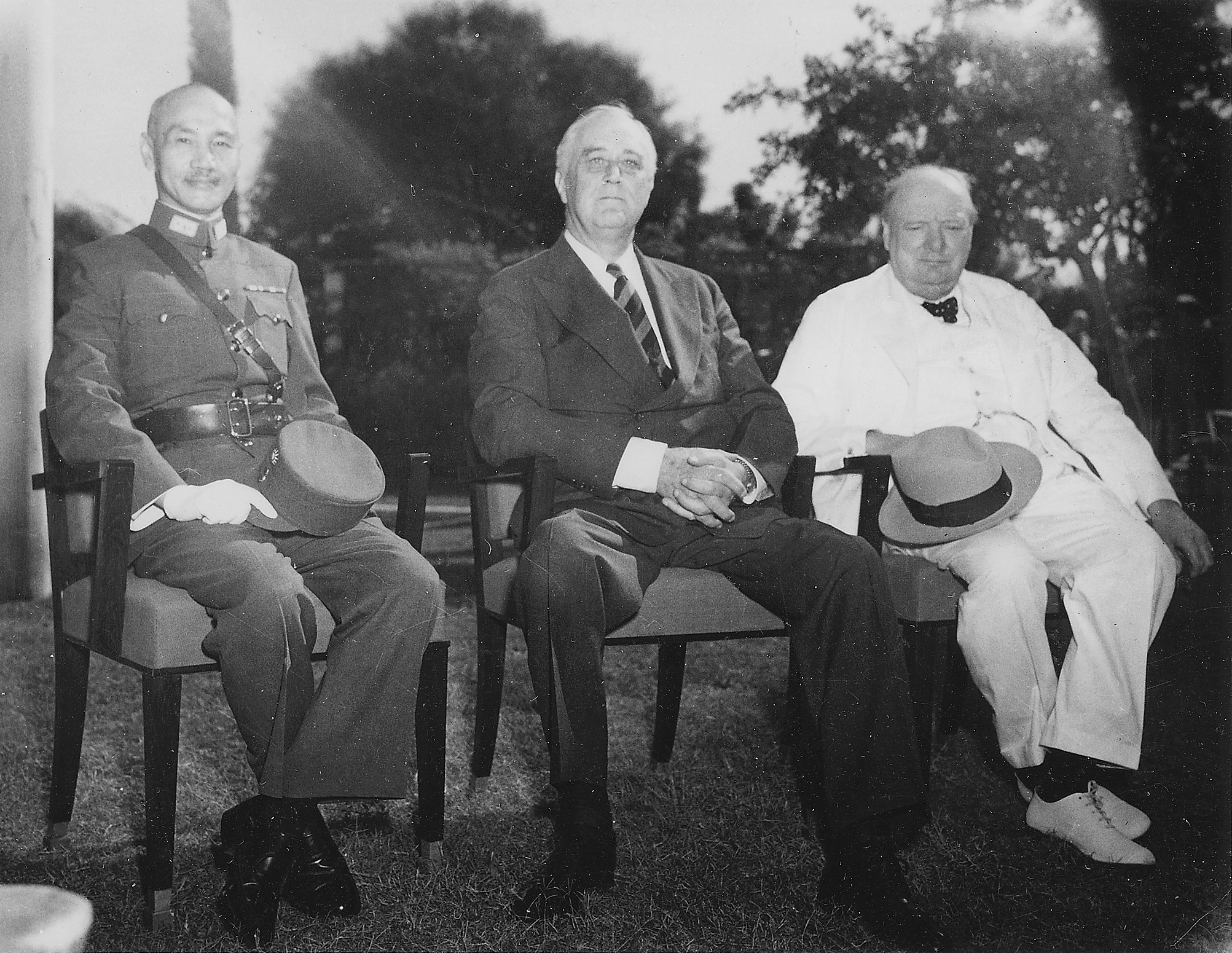
Liderii aliați la conferința de la Cairo: Chiang Kai-shek, Franklin D. Roosevelt și Winston Churchill, 1943.

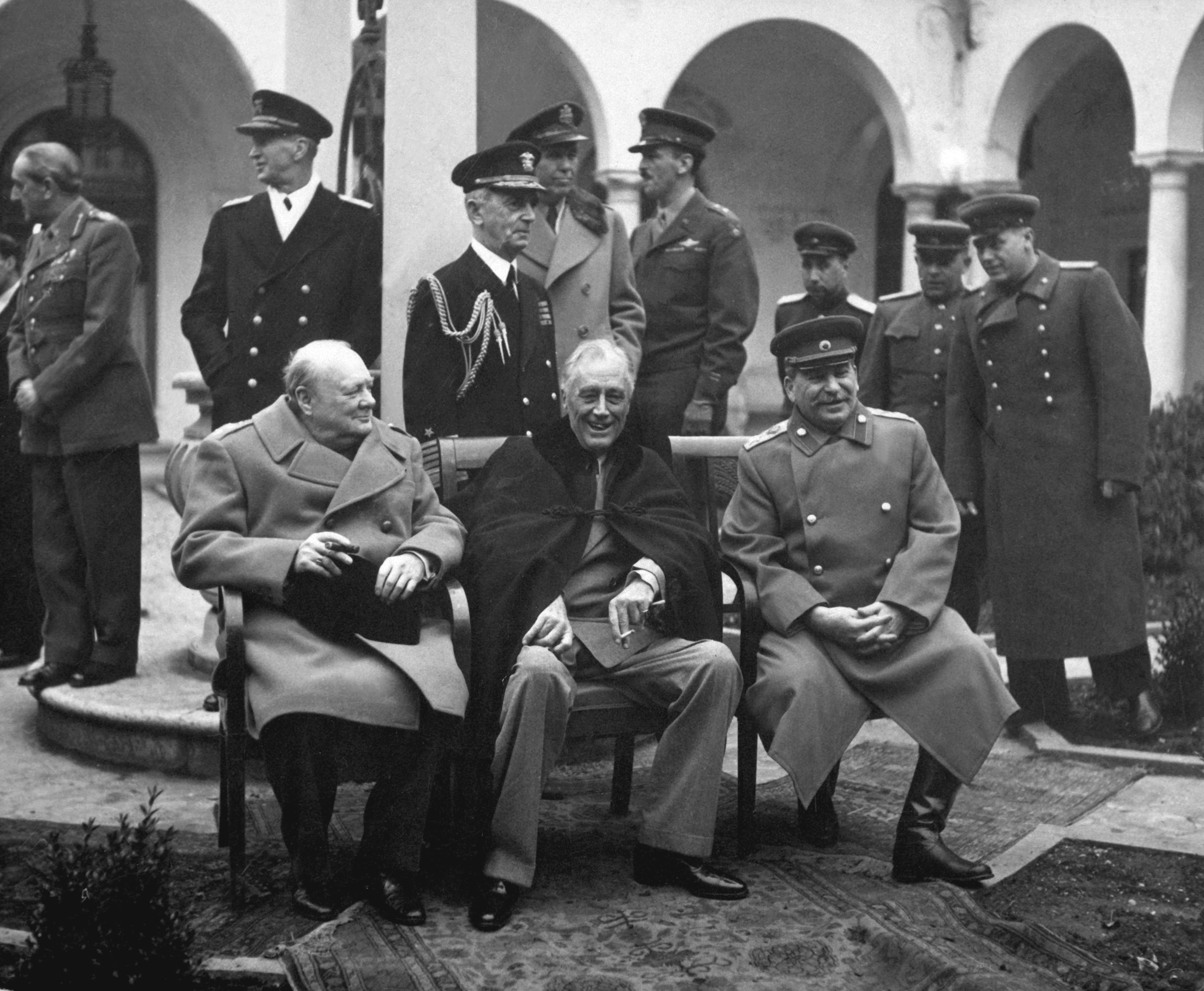
„Cei trei mari”: Winston Churchill, Franklin D. Roosevelt și Iosif Stalin în timpul întâlnirii de la Ialta din 1945.

Aliații din al Doilea Război Mondial reprezintă grupul de țări care s-au opus Puterilor Axei în timpul celei de-a doua conflagrații mondiale.

## Alianțele antebelice din Europa
Franța și Marea Britanie erau deja aliate în Antanta cordială încă din 1904 și fuseseră în Tripla Antantă cu Rusia în timpul Primului Război Mondial.
În 1938, Cehoslovacia s-a aliat oficial cu Uniunea Sovietică și Franța, dar când Germania Nazistă a încercat să anexeze Sudetenland (parte a Cehoslovaciei), nici URSS nici Franța nu s-au arătat dornice să-și ajute aliatul. Franța și Marea Britanie au aprobat în schimb anexarea Sudeților de către Germania, act legiferat de Acordul de la München. Și alte zone cehoslovace au fost mai apoi ocupate de Polonia (octombrie 1938) și Ungaria (în noiembrie 1938). Ceea ce a mai rămas din teritoriul Cehoslovaciei a fost ocupat de Germania Nazistă în martie 1938.
Primul ministru britanic, Neville Chamberlain, a declarat că dacă Hitler va ataca Polonia, care părea cea mai amenințată în acel moment de atacul celui de-al treilea Reich, atunci atât Franța cât și Anglia aveau să acorde Poloniei "tot sprijinul de care erau capabile". Această promisiune a fost extinsă și în cazul Greciei și României, după cucerirea de către Italia a Albaniei pe 7 aprilie 1939. O alianța oficială a fost semnată între Anglia, Franța și Polonia pe 6 aprilie 1939.
Între timp, încercările sovieticilor de a negocia o alianță cu Franța și cu Marea Britanie au dat greș. Mai mult, la mijlocul anului 1938 și între mai și august 1939, URSS a fost implicată într-un război local nedeclarat cu Japonia (vezi și Bătălia de la lacul Hasan și Bătălia de la Halhin Gol). Încercând să evite conflictul cu Germania, pe 23 august 1939, Uniunea Sovietică a semnat pactul Molotov-Ribbentrop cu Germania Nazistă.

## Formarea principalelor alianțe
Pe 1 septembrie 1939, invazia germană a Poloniei a declanșat al Doilea Război Mondial. Franța, Marea Britanie, Australia și Noua Zeelandă au declarat război Germaniei pe 3 septembrie. La scurtă vreme după aceasta, Nepal, Newfoundland, Tonga, Africa de Sud și Canada au urmat exemplul englezilor și au declarat la rândul lor război Germaniei. Pe 17 septembrie, Uniunea Sovietică a invadat Polonia din est. În anul următor, Uniunea Sovietică a anexat statele baltice, (Estonia, Letonia și Lituania) și părți din România (Basarabia și Bucovina de Nord) și a atacat Finlanda în ceea ce avea să fie numit războiul de iarnă. Acordul germano-sovietic a fost încălcat de către naziști, care au atacat URSS-ul în cadrul Operațiunii Barbarossa pe 22 iunie 1941.
Statele Unite ale Americii s-au alăturat Aliaților după atacul de la Pearl Harbor, de pe 7 decembrie 1941. Declarația Națiunilor Unite de pe 1 ianuarie 1942 a unit în mod oficial 26 de națiuni într-o alianță antifascistă. Declarația aceasta a format de asemenea baza pentru formarea Organizația Națiunilor Unite. Alianța neoficială a celor 4 Mari formată din Uniunea Sovietică, Regatul Unit al Marii Britanii și Irlandei de Nord, Statele Unite ale Americii si China a devenit tot mai strânsă până la începutul celei de-a doua jumătăți a războiului, iar deciziile celor trei au hotărât în cele din urmă strategia Aliaților în timpul războiului pe tot globul.

## Alianțe oficiale în timpul războiului

### Aliații originali
- A Treia Republică Franceză
- A Doua Republică Poloneză
- Regatul Unit al Marii Britanii și Irlandei de Nord

Aceste țări erau unite printr-un sistem de pacte comune de apărare și alianțe militare semnate mai înainte de izbucnirea războiului. Alianța franco-britanică data încă de pe vremea semnării Antantei Cordiale din 1904, continuată cu Tripla Antantă din 1907, activă în timpul primei conflagrații mondiale. Alianța franco-poloneză a fost semnată în 1921 și a fost reînnoită în 1927 și 1939. Aliații originali au fost aceia care au declarat război Germaniei Naziste după invadarea de către aceasta din urmă a Poloniei în septembrie 1939.
Guvernul polonez în exil (format după 1939) a continuat lupta împotriva forțelor Axei pe câteva fronturi cu câteva sute de mii de membri ai Armatei Poloneze în Franța, marea Britanie, că și în teritoriile naționale ocupate de naziști (Armia Krajowa). Uniunea Sovietică nu a recunoscut acest guvern și în 1943 a organizat Armata Populară Poloneză sub comanda generalului Konstantin Rokossovsky și un guvern în exil obedient.
Coloniile britanice, olandeze și franceze au luptat alături de metropole și multe dintre ele au continuat să contribuie la războiul împotriva Axei și după capitularea metropolelor.

### Commonwealthul
Alături de Regatul Unit au declarat separat război Germaniei mai multe țări independente membre ale Commonwealthului Națiunilor, așa numitele Dominioane, în aceeași zi cu metropola, sau câteva zile mai târziu.

### India Britanică
India Britanică, o colonie a coroanei Marii Britanii, (care includea următoarele națiuni din zilele noastre: India, Pakistan, Bangladeș și Burma), a declarat război puterilor Axei imediat după ce Anglia a intrat în război.

### China
Până la izbucnirea celui de-al Doilea Război Mondial, forțele chinezești luptau încontinuu împotriva Imperiului Japonez încă din 1894.
În cel de-al treilea deceniu al secolului trecut, guvernul Kuomintangul (Partidul Naționalist Chinez – KMT) era sprijinit de Uniunea Sovietică, care încerca să contracareze amenințările japoneze împotriva Siberiei. Până la urmă, Generalul Chiang Kai-Shek a epurat politicienii de stânga din partidul său și a refuzat să se aliaze cu comuniștii chinezi în lupta împotriva niponilor, dar, în schimb, a ales să se lupte atât cu invadatorii, cât și cu Partidul Comunist Chinez. Situația a rămas neschimbată chiar și după incidentul Mukden și după instaurarea regimului marionetă din Manciuria în 1931.
Începând din al treilea deceniu, Germania și China au devenit parteneri apropiați în domeniile schimburilor militare și industriale. După 1933, datorită politicii anticomuniste a liderului chinez Chiang, Germania a asigurat aprovizionarea cu arme a Chinei. Instructorii militari germani au sprijinit armata Kuomintangului. Ofițeri chinezi, inclusiv cel de-al doilea fiu al lui Chiang, au fost instruiți și au efectuat stagii în Wehrmachtul german. Naziștii au denunțat crimele de război japoneze din China, așa cum a fost Masacrul din Nanking din 1937. Totuși, naziștii au încetat cooperarea cu chinezii în mai 1938, când germanii au recunoscut existența Manchukuo.
După incidentul de la podul Marco Polo din 8 iulie 1937, forțele chinezești s-au angajat într-un conflict pe scară largă cu trupele Imperiului Japonez, conflict care a continuat până în 1945. În 1936 generalii KMT Zhang Xueliang și Yang Hucheng (având sprijinul liderului comunist Zhou Enlai), l-au răpit pe Chiang Kai-shek în timpul a ceea ce s-a numit incidentul din Xi'an și l-au forțat să-și unească eforturile cu cele ale comuniștilor într-un front comun împotriva niponilor. Chiar dacă între cele două părți chinezești a fost pusă în practică o încetare a focului, armatele lor nu au luptat niciodată sub o comandă comună și ambele tabere încercat să-și păstreze forțele pentru înfruntarea finală dintre ele.
Deși China a luptat cel mai mult dintre forțele Aliaților, ea nu s-a alăturat alianței decât după atacul de la Pearl Harbor din 7 decembrie 1941. Chiang Kai-shek a simțit că victoria occidentalilor era asigurată de intrarea SUA în război, și a declarat război Germaniei și celorlalte puteri ale Axei.

### Grupul de la Oslo
Grupul de la Oslo era o organizație a țărilor care erau în mod oficial neutre. Patru dintre ele s-au alăturat Aliaților prin intermediul guvernelor din exil: Regatul Norvegiei, Regatul Olandei, Regatul Belgiei și Marele Ducat al Luxemburgului.
Republica Finlanda a fost invadată de URSS pe 30 noiembrie 1939. Mai târziu, Finlanda și Regatul Danemarcei s-au alăturat în mod oficial Pactului Anticomintern al forțelor Axei. Regatul Suediei a rămas în mod oficial neutră.
Islanda și Groenlanda au fost ocupate de forțele aliaților pentru cea mai mare parte a războiului. Forțele britanice au preluat controlul Islandei în 1940, pentru a facilita transportul echipamentului procurat prin sistemul Lend Lease. Forțele Statelor Unite ale Americii, deși oficial neutre în acel moment al războiului, au ocupat Groenlanda pe 9 aprilie 1941. SUA a preluat controlul Islandei pe 7 iulie 1941. Islanda și-a proclamat în mod oficial independența față de Danemarca în 1944, dar nu a declarat niciodată război forțelor Axei.

### Carta Atlanticului
Carta Atlanticului a fost negociată la Conferința Atlanticului de Primul ministru al Regatului Unit Winston Churchill și Președintele Statelor Unite Franklin D. Roosevelt la bordul unor vase de război ancorate în condiții de mare securitate în Argentia, Terranova (în Golful Placentia) și a fost publicată ca o declarație comună pe 14 august 1941.
Carta Atlanticului a stabilit liniile directoare ale politicii postbelice, în ciuda faptului că Statele Unite nu intraseră în mod oficial în luptă.
Pe scurt, erau nouă puncte principale:
1. Statele Unite și Regatul Unit nu căutau să obțină câștiguri teritoriale;
2. corectările teritoriale trebuiau făcute numai conform dorinței popoarelor;
3. se proclama dreptul la autodeterminare a popoarelor;
4. scăderea barierelor comerciale;
5. realizarea unei cooperări economice globale și aplicarea unei politici sociale avansate;
6. renunțarea la politica de amenințare;
7. asigurarea libertății de navigație pe mările lumii;
8. realizarea dezarmării națiunilor agresive și a dezarmării comune postbelice;
9. lupta pentru înfrângerea Germaniei și a celorlalte puteri ale Axei.

Carta Atlanticului s-a dovedit a fi primul pas către formarea Organizației Națiunilor Unite.

### Declarația Națiunilor Unite

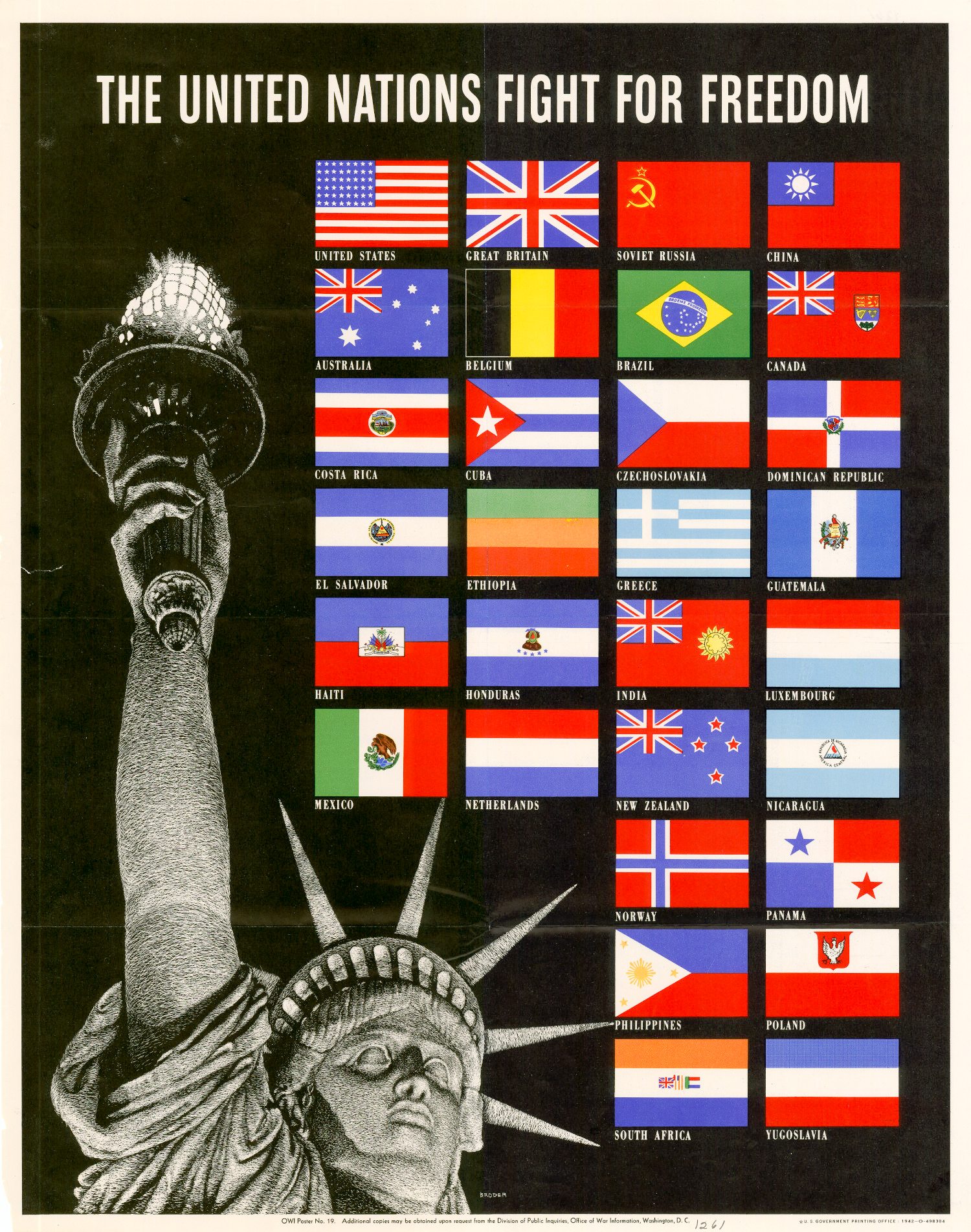
Poster pe timp de război pentru Națiunile Unite, creat în 1942.

| Statele care au semnat Declarația Națiunilor Unite | |
| Cei patru mari                                     | China · Uniunea Sovietică · Regatul Unit · Statele Unite                                                   |
| Comunitatea Națiunilor                             | Australia · Canada · India · Noua Zeelandă · Africa de Sud                                                 |
| Statele Americii Centrale și ale Caraibelor        | Costa Rica · Cuba · Republica Dominicană · El Salvador · Guatemala · Haiti · Honduras · Nicaragua · Panama |
| Guvernele europene în exil                         | Belgia · Cehoslovacia · Grecia · Iugoslavia · Luxembourg · Olanda · Norvegia · Polonia                     |
| Statele care au semnat mai târziu                  | |
| 1942                                               | Etiopia · Mexic · Filipine                                                                                 |
| 1943                                               | Bolivia · Brazilia · Columbia · Irak · Iran                                                                |
| 1944                                               | Franța · Liberia                                                                                           |
| 1945                                               | Chile · Ecuador · Egipt · Liban · Paraguay · Peru · Arabia Saudită · Siria · Turcia · Uruguay · Venezuela  |

### Cominternul
Următoarele forțe socialiste sau prosovietice au luptat de asemenea împotriva Axei în timpul celui de-al Doilea Război Mondial:
- Uniunea Republicilor Sovietice Socialiste;
- Brigăzile Internaționale
- Frontul Popular
- Armata Națională de Eliberare a Albaniei
- Armata Populară de Eliberare din China
- Moldova  Arhivat în 13 septembrie 2014, la Wayback Machine. și Bucovina
- Partidul Comunist Iugoslav
- Frontul Național de Eliberare a Greciei
- Partidul Comunist Malaiezian
- Partidul Tudeh din Iran
- Republica Populară Mongolia
- Armata Populară Poloneză
- Viet Minh
- Republica Populară Azerbaidjan
- Republica Populară Kurdă

### Tratatul Tripartit de Alianță
(29 ianuarie 1942).
- Regatul Unit
- Uniunea Sovietică
- Iran

### Uniunea Panamericană
[nefuncțională]
 (21 de membri)
- Întâlnirea de la Havana a miniștrilor de externe ai republicilor americane, 21 – 30 iulie 1940 Arhivat în 10 iunie 2013, la Wayback Machine.

(Actul final a celei de-a doua întâlniri de la Havana a miniștrilor republicilor americane, 30 iulie 1940)
- Bolivia
- Brazilia (25 august 1942)
- Columbia
- Costa Rica
- Cuba
- Republica Dominicană
- El Salvador
- Guatemala
- Haiti
- Honduras
- Mexic (1 iunie 1942)
- Nicaragua
- Panama
- Statele Unite ale Americii

Din 1945, Escuadrón 201 "Vulturii Azteci" s-au alăturat forțelor aeriene americane din Pacific, contribuția lor fiind evidențiată în timpul bombardamentelor asupra insulelor Formosa (Taiwan) și Luzon (Filipine). Din iulie 1944, 25.000 de militari ai forței expediționare braziliene s-au alăturat Aliaților în campania din Italia. Celelalte țări din acest au contribuit cu unități logistice sau cu mici unități combatante.

## Datele la care diferitele state s-au alăturat Aliaților

### Ca urmare ainvaziei germane a Poloniei
- Polonia: 1 septembrie 1939. A capitulat pe 27 septembrie 1939, dar militarii polonezi au continuat să lupte în armata franceză până la învingerea Franței de către naziști și mai apoi în armata britanică;
- Regatul Unit: 3 septembrie 1939;
- A treia republică franceză: 3 septembrie 1939. A capitulat pe 22 iunie 1940, dar Forțele franceze libere au continuat să lupte împotriva naziștilor în Europa și în Africa;
- Australia: 3 septembrie 1939;
- Noua Zeelandă: 3 septembrie 1939 ;
- Nepal: 4 septembrie 1939;
- Newfoundland: 4 septembrie 1939;
- Tonga: 4 septembrie 1939;
- Africa de Sud: 6 septembrie 1939;
- Canada: 10 septembrie 1939.

### După încheierearăzboiului ciudat
- Danemarca: 9 aprilie 1940;
- Norvegia: 9 aprilie 1940. Forțele din Norvegia s-au predat pe 10 iunie 1940, dar militarii refugiați în Regatul Unit au continuat lupta împotriva forțelor Axei
- Belgia: 10 mai 1940. A capitulat pe 27 mai 1940
- Luxemburg: 10 mai 1940;
- Olanda: 10 mai 1940. Forțele din Olanda s-au predat după bombardarea Rotterdamului pe 15 mai 1940, dar militarii olandezi au continuat lupta din Regatul Unit și din coloniile olandeze;
- Franța Liberă: 18 iunie 1940;
- Grecia: 28 octombrie 1940;
- Regatul Iugoslaviei: 6 aprilie 1941. A capitulat pe 17 aprilie 1941, dar războiul de partizani a continuat până la eliberarea țârii și înfrângerea forțelor Axei;
- Uniunea Sovietică: 22 iunie 1941;
- Republica Populară Tuva: 25 iunie 1941 până pe 11 octombrie 1944.

### Dupăatacul de la Pearl Harbor
- Panama: 7 decembrie 1941;
- Filipine: 7 decembrie 1941;
- Costa Rica: 8 decembrie 1941;
- Republica Dominicană: 8 decembrie 1941;
- El Salvador: 8 decembrie 1941;
- Haiti: 8 decembrie 1941;
- Honduras: 8 decembrie 1941;
- Nicaragua: 8 decembrie 1941;
- Statele Unite ale Americii: 8 decembrie 1941;
- Republica Chineză: 9 decembrie 1941;
- Guatemala: 9 decembrie 1941;
- Cuba: 9 decembrie 1941;
- Cehoslovacia: 16 decembrie 1941;
- Mexic: 22 mai 1942;
- Brazilia: 22 august 1942;
- Etiopia: 14 decembrie 1942;
- Irak: 17 ianuarie 1943;
- Bolivia: 7 aprilie 1943;
- Iran: 9 septembrie 1943;
- Italia: 13 octombrie 1943 (după ce a părăsit forțele Axei);
- Columbia: 26 noiembrie 1943
- Liberia: 27 ianuarie 1944.

### DupăBătălia pentru Normandia
- România: 23 august 1944 (după ce a părăsit forțele Axei);
- Finlanda: 4 septembrie 1944 (după ce a părăsit forțele Axei);
- Bulgaria: 8 septembrie 1944 (după ce a părăsit forțele Axei);
- San Marino: 21 septembrie 1944;
- Albania: 26 octombrie;
- Ungaria: 20 ianuarie 1945 (după ce a părăsit forțele Axei);
- Bahawalpur: 2 februarie 1945;
- Ecuador: 2 septembrie 1945;
- Paraguay: 7 februarie 1945;
- Peru: 12 februarie 1945;
- Uruguay: 15 februarie 1945;
- Venezuela: 15 februarie 1945;
- Turcia: 23 februarie 1945;
- Liban: 27 februarie 1945;
- Siria: 27 februarie 1945
- Republica Populară Mongolă: 9 august 1945.